# Uwe C. Steiner
Uwe C. Steiner (* 1963) ist ein deutscher Germanist und Literaturwissenschaftler.

## Leben
Er studierte in Düsseldorf, Bochum, Heidelberg und Mannheim. Nach der Promotion 1994 zum Dr. phil. an der Universität Mannheim wurde er 1997 wissenschaftlicher Assistent. 1999 wurde er Max Kade Visiting Professor an der University of Virginia in Charlottesville. Nach der Habilitation 2002 an der Universität Mannheim (venia legendi: Neuere deutsche Literatur, Kultur und Medien) wurde er 2003 Hochschuldozent und forschte 2010 im DFG-Projekt Handelnde Dinge in Literatur und Kultur. 2012 wurde er zum Professor für Neuere deutsche Literaturwissenschaft und Medientheorie an der FernUniversität in Hagen ernannt.
Seine Forschungsschwerpunkte sind Literaturgeschichte, Medientheorie und -geschichte, Literatur- und Kulturgeschichte der Dinge. Materialität und Kultur und Kulturgeschichte und Theorien des Akustischen.

## Schriften (Auswahl)
- Die Zeit der Schrift. Die Vergänglichkeit der Gleichnisse und die Krise der Schrift bei Hofmannsthal und in Rilkes Die Aufzeichnungen des Malte Laurids Brigge. München 1996, ISBN  3-7705-3122-1.
- Husserl. München 1997, ISBN 3-424-01290-4.
- Verhüllungsgeschichten. Die Dichtung des Schleiers. München 2006, ISBN 3-7705-3909-5.
- Ohrenrausch und Götterstimmen. Eine Kulturgeschichte des Tinnitus. München 2012, ISBN 3-7705-5336-5.